# والری لمرسیر
والری لمرسیر فرانسوی: Valérie Lemercier‎ (زاده ۹ مارس ۱۹۶۴) بازیگر، فیلمنامه‌نویس، کارگردان و خواننده فرانسوی است.
از فیلم‌های او می‌توان به بازی در آستریکس و اوبلیکس: خدا حافظ خاک بریتانیا اشاره کرد.